# 福山市立東村小学校
福山市立東村小学校（ふくやましりつ ひがしむらしょうがっこう）は、広島県福山市に存在した公立の小学校。2020年3月末、学校再編計画に基づき、本校と福山市立今津小学校は、新たに開校した福山市立遺芳丘小学校に再編された。

## 沿革
- 1874年 - 開校[4]。西村万福寺に設置される[1]。
- 1875年 - 西村との分村に伴い、西村万福寺から清風校（持光寺）へ移転。清風校を東村小学校へ改称[1]。
- 1891年 - 東村尋常小学校へ改称[1]。
- 1941年 - 東村国民学校へ改称[1]。
- 1953年 - 松永市立東村小学校へ改称[1]。
- 1966年 - 福山市立東村小学校へ改称[1]。
- 1992年 - 新校舎建築竣工[1]。
- 2015年 - 特別支援学級（知的）を設置[1]。
- 2016年 - 特別支援学級（自閉・情緒）を設置[1]。
- 2020年3月 - 学校再編計画に基づき閉校[3]。本校と福山市立今津小学校は、新たに開校した福山市立遺芳丘小学校に再編された[3]。